# Hemavan
Hemavan/Bierke è un'area urbana della Svezia situata nel comune di Storuman, contea di Västerbotten.
La popolazione rilevata nel censimento 2010 era di 222 abitanti .